# Hydroporus nigrita
Hydroporus nigrita är en skalbaggsart som först beskrevs av Fabricius 1792.  Hydroporus nigrita ingår i släktet Hydroporus och familjen dykare. Arten är reproducerande i Sverige. Inga underarter finns listade i Catalogue of Life.

## Bildgalleri

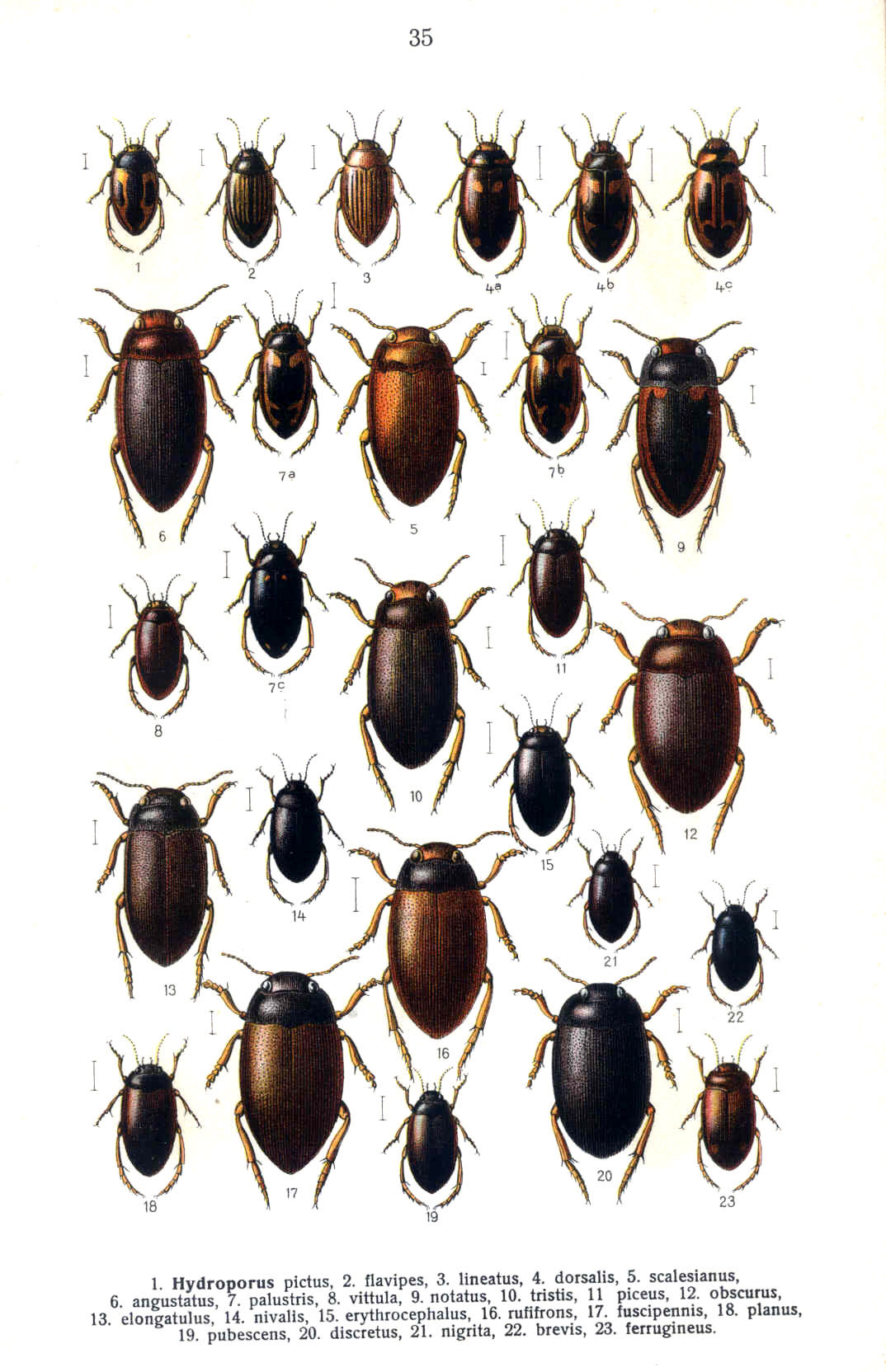
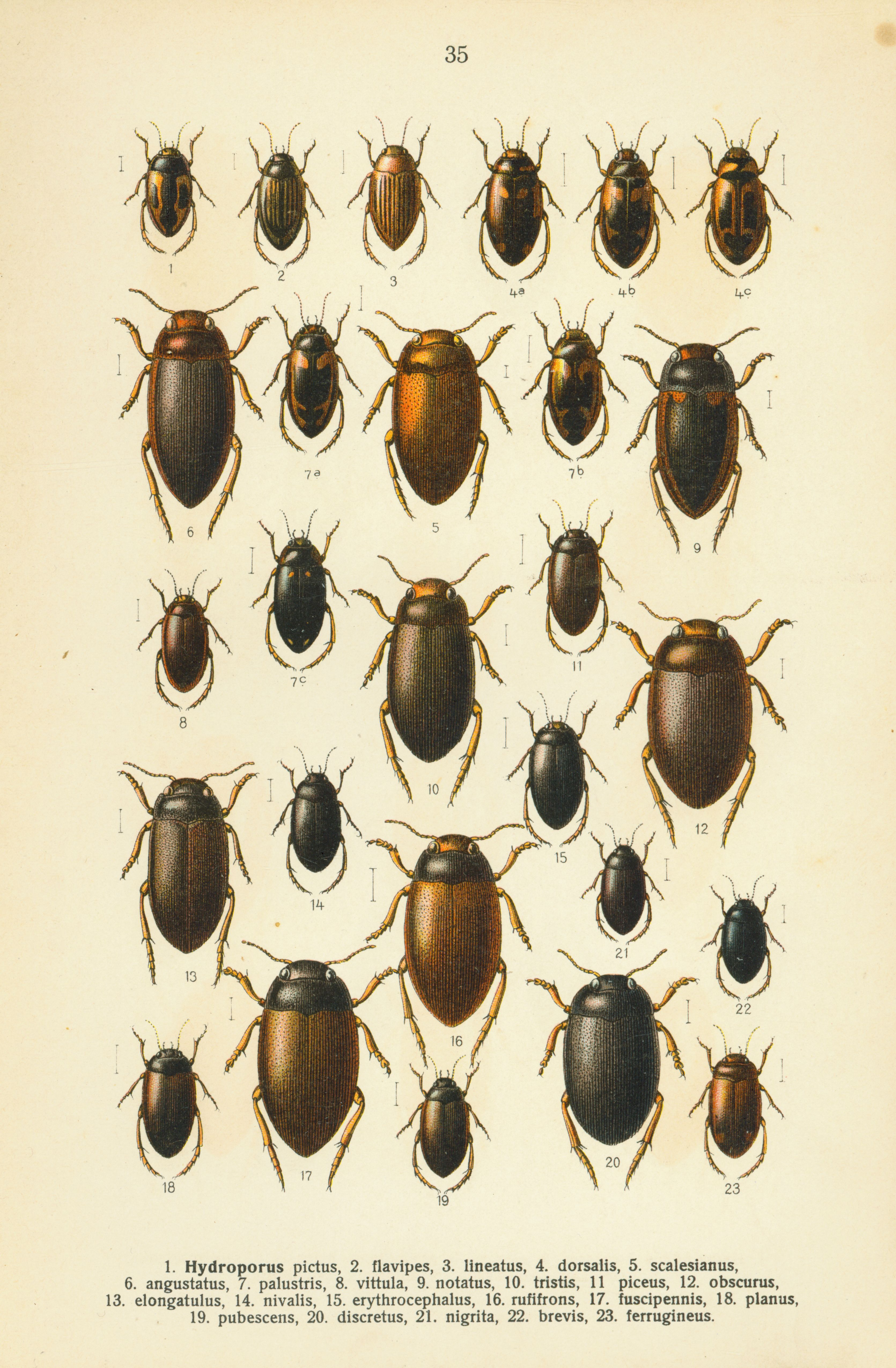